# كيفن روبرتس (لاعب كريكت)
كيفن روبرتس (25 يوليو 1972 بسيدني في أستراليا - ) (بالإنجليزية: Kevin Roberts)‏ هو لاعب كريكت أسترالي.

## وصلات خارجية
- كيفن روبرتس على موقع إي آس بي آن كريك إنفو (الإنجليزية)